# ニイタカアカマツ
ニイタカアカマツ（新高赤松、学名: Pinus taiwanensis）とは、マツ科マツ属の常緑高木。

## 特徴
- 台湾の標高700-3000mの山岳地帯に分布。樹高30mに達し現地では重要な林業用樹種である。日本が台湾統治中は在来クロマツの3倍という松脂の採取量が多いことで注目されていた。和名は新高山（現在の玉山）に由来する。
- アジア地域原産のマツには珍しく、マツ材線虫病に対する抵抗性を持つ。

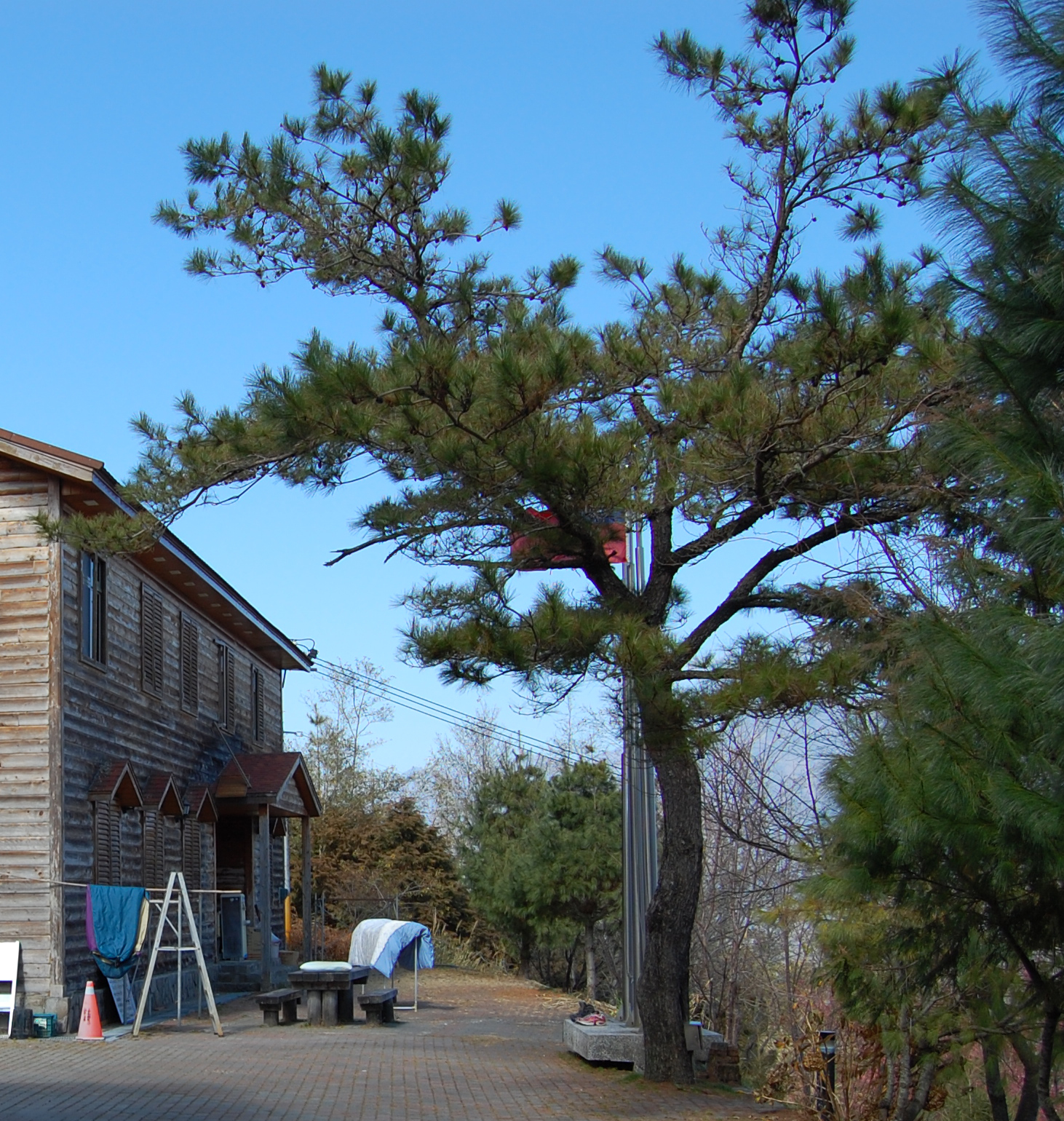
ニイタカアカマツの樹形
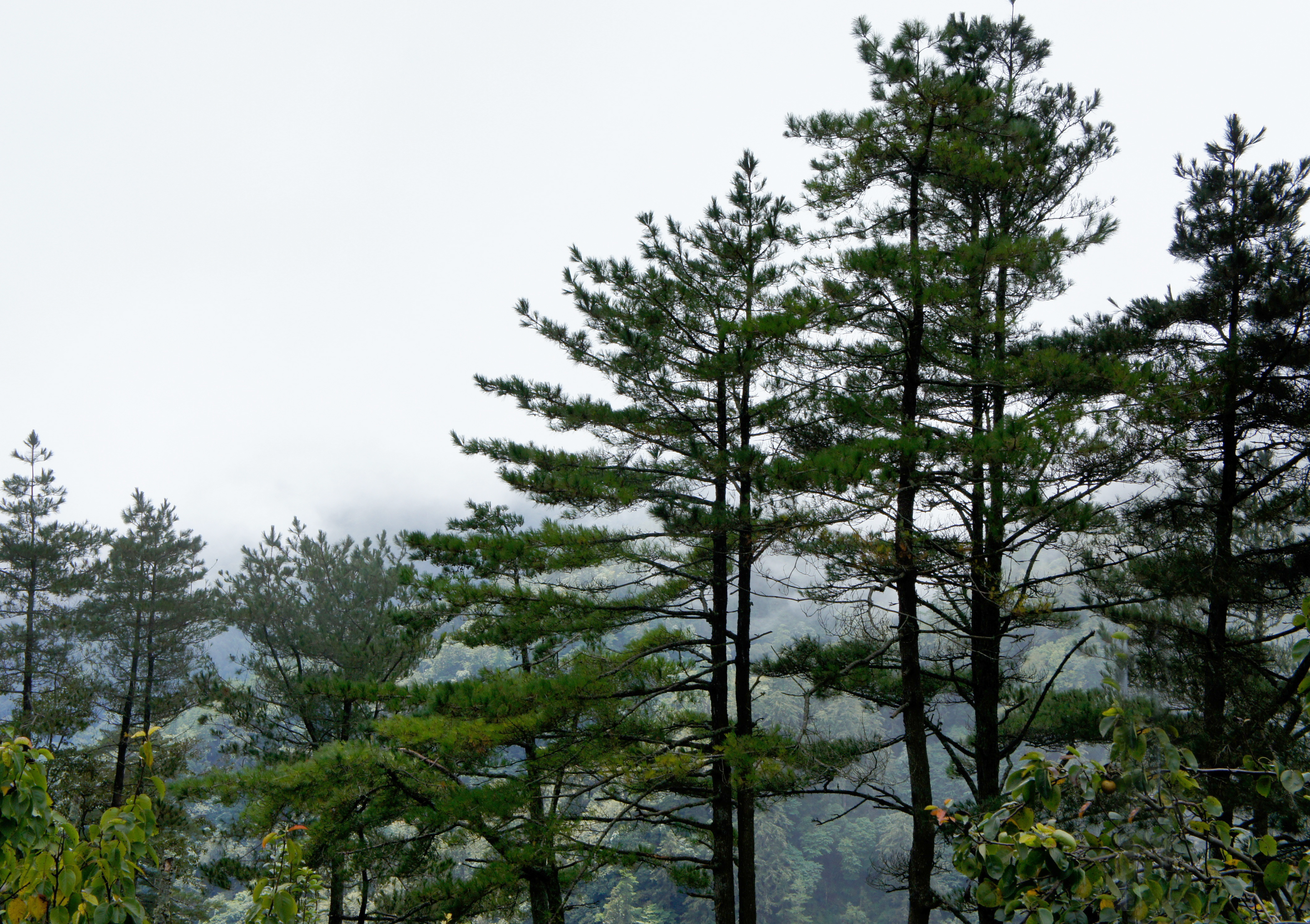
群生するニイタカアカマツ
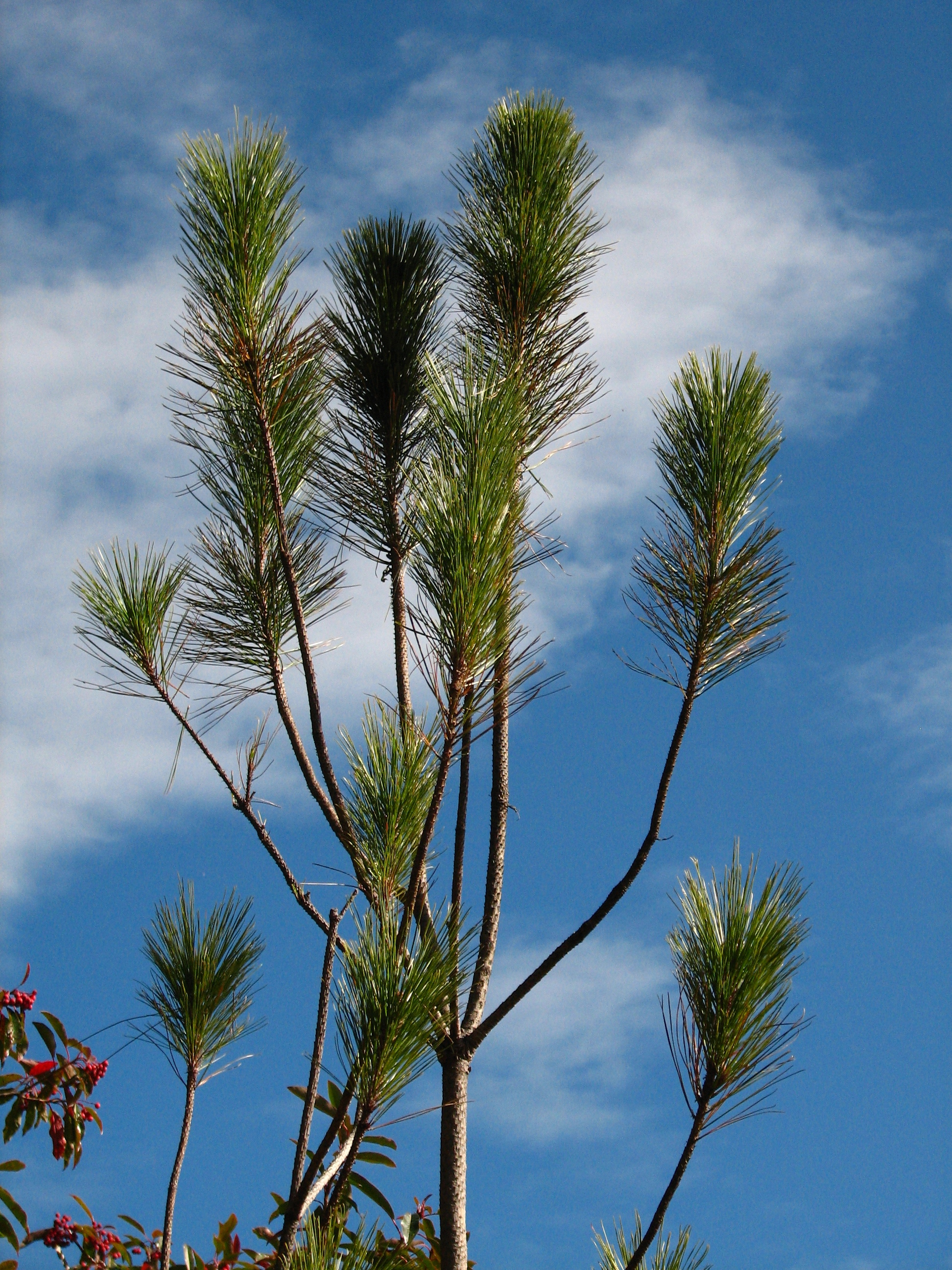
ニイタカアカマツの枝振り

## 分布・生育地
- 台湾原産